# پیانلا
پیانلا (به ایتالیایی: Pianella) یک کومونه در ایتالیا است که در استان پسکارا واقع شده‌است. پیانلا ۴۶ کیلومتر مربع مساحت و ۷٬۹۶۱ نفر جمعیت دارد و ۲۳۶ متر بالاتر از سطح دریا واقع شده‌است.

## خواهرخوانده
شهر دوناس خواهرخواندهٔ پیانلا هست.